# مسجد البهاء
جامع البهاء طرابلس
يقع في زقاق مسجد عبد الواحد المكناسي، لا يعرف تاريخ تأسيسه، تعرض للخراب، فهدمه التاجر أحمد بن مصطفى بروانه وأعاد بناءه 1163ه/ 1750م ثم جدده الشيخ “عبد الله البهاء الحلبي” 1234ه/ 1819 تم توسيعه قبل ربع قرن ووضع به منبر ,في داخله مقبرة لمشايخ الطريقة النقشبندية. وليست له مئذنة.